# Solanum muricatum
Solanum muricatum Aiton, 1789 è una pianta erbacea della grande famiglia delle Solanacee, originaria delle Ande, coltivata per il suo frutto, la caciuma o pepino. L'appellativo in idiomi aymara e quechua è rispettivamente "kachuma" e  "xachum". In Italia è anche chiamato "melone-pepino" o "pera-melone".

## Descrizione

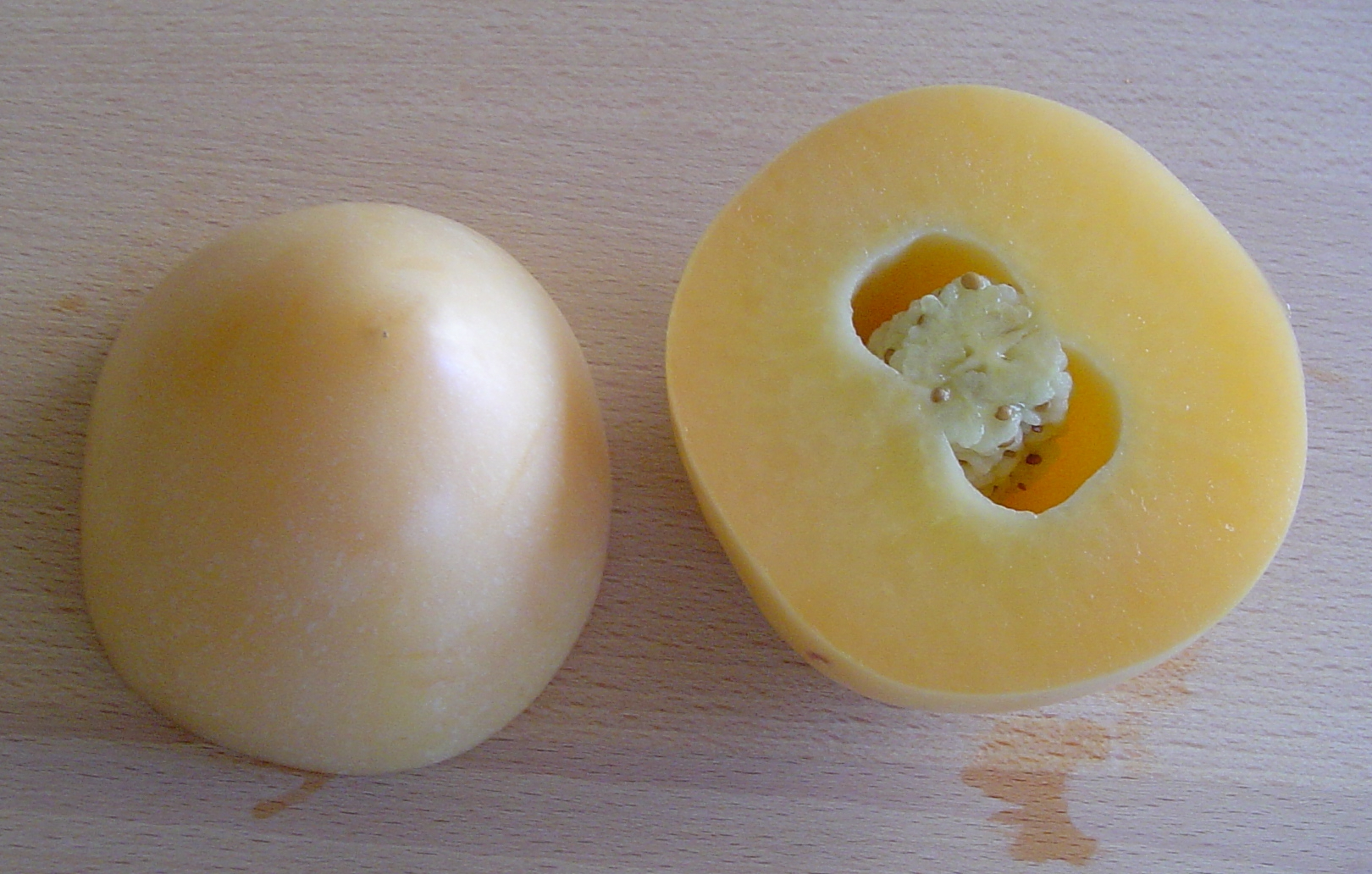
Il frutto in sezione

Essa è una pianta i cui frutti, della grandezza di una mela, sono bacche che per la loro forma ricordano un piccolo melone. La buccia, quando il frutto arriva a maturazione, è dura e di colore giallo (più o meno intenso), con striature viola.
La pianta non cresce in altezza più di 50/80 cm circa.

## Coltivazione
La caciuma non è difficile da coltivare: cresce bene anche in un vaso, richiede molto sole. Durante l'inverno va riparata poiché teme le gelate.